# Podział administracyjny Kościoła katolickiego w Gwinei Równikowej
Podział administracyjny Kościoła katolickiego w Gwinei Równikowej – w ramach Kościoła katolickiego w Gwinei Równikowej funkcjonuje obecnie jedna metropolia, w której skład wchodzi jedna archidiecezja i dwie diecezje. 
Jednostki administracyjne Kościoła katolickiego obrządku łacińskiego w Gwinei Równikowej:

## Metropolia Malabo
- Archidiecezja Malabo
  - Diecezja Bata
  - Diecezja Ebebiyin
  - Diecezja Evinayong
  - Diecezja Mongomo